# Polycarpa itapoa
Polycarpa itapoa is een zakpijpensoort uit de familie van de Styelidae. De wetenschappelijke naam van de soort is voor het eerst geldig gepubliceerd in 2000 door Rocha & Moreno.